# Toon de Marees van Swinderen
Jhr. Quirijn Pieter Anthoni (Toon) de Marees van Swinderen (Groningen 15 mei 1854 - aldaar, 13 februari 1902) was een Nederlandse paardenfokker en landeigenaar.

## Biografie
De Marees van Swinderen werd in 1854 in Groningen geboren als telg uit het geslacht Van Swinderen en een zoon van de rechter Wicher Meijnart de Marees van Swinderen en Johanna Margaretha van Swinderen. Hij werd ingeschreven met de voornamen "Octavius Cornelis Suson", bij beschikking van de arrondissementsrechtbank werden deze namen gewijzigd in "Quirijn Pieter Anthoni". Zijn vader overleed nog voor zijn vierde verjaardag. Zijn moeder overleed toen hij 16 jaar oud was. De Marees van Swinderen had een zwakke gezondheid. Hij studeerde rechten, maar voltooide deze studie niet en was, vanwege zijn gezondheid, nooit beroepsmatig werkzaam.
Hij wijdde zijn bestaan aan het fokken van paarden en het bestrijden van veeziekten. Als paardenfokker legde hij zich toe op het fokken van Russische paarden, de zogenaamde Orloff-dravers. Het bekendste paard van hem was "Tabor II", die een centrale plaats heeft gekregen van de schilder Otto Eerelman op diens schilderij  "De Paardenkeuring op de Grote Markt op de 28ste augustus". De Marees van Swinderen staat aan de linkerzijde afgebeeld (met het rode boekje in de hand) in gesprek met Willem Alberda van Ekenstein. Het meisje met de hond op de voorgrond was zijn dochtertje Thérésia Angélica de Marees van Swinderen.. Eerelman vervaardigde dit schilderij in 1919. De Marees van Swinderen was toen al 17 jaar geleden overleden. Eerelman koos ervoor om juist die personen op het schilderij te vereeuwigen, die van betekenis waren of waren geweest voor de Groningse paardensport. De prominente plek van het paard van De Marees van Swinderen, zijn afbeelding en die van zijn dochtertje is volgens Domenie-Verdenius een "eerbetoon aan de familie".
Van Swinderen kocht in 1884, het jaar voor zijn huwelijk, de voormalige havezate Lemferdinge, die hij gebruikte als buitenverblijf voor zijn gezin. Hij liet Lemferdinge grondig verbouwen. Ook liet hij er een schuur bouwen ten behoeve van zijn paarden, waaronder Tabor II. Samen met de bewoners van Oosterbroek, de aan zijn vrouw verwante familie Hora Siccama, wordt een renbaan voor paardenrennen met sulky's aangelegd.
Hij trouwde op 10 juni 1885 te Groningen met Angelica Catharina Modderman, dochter van de rijksadvocaat en latere burgemeester van Groningen Sebastiaan Matheüs Sigismund Modderman en Elisabeth Christina Maria van Hall. Hij overleed in februari 1902 op 47-jarige leeftijd in Groningen.

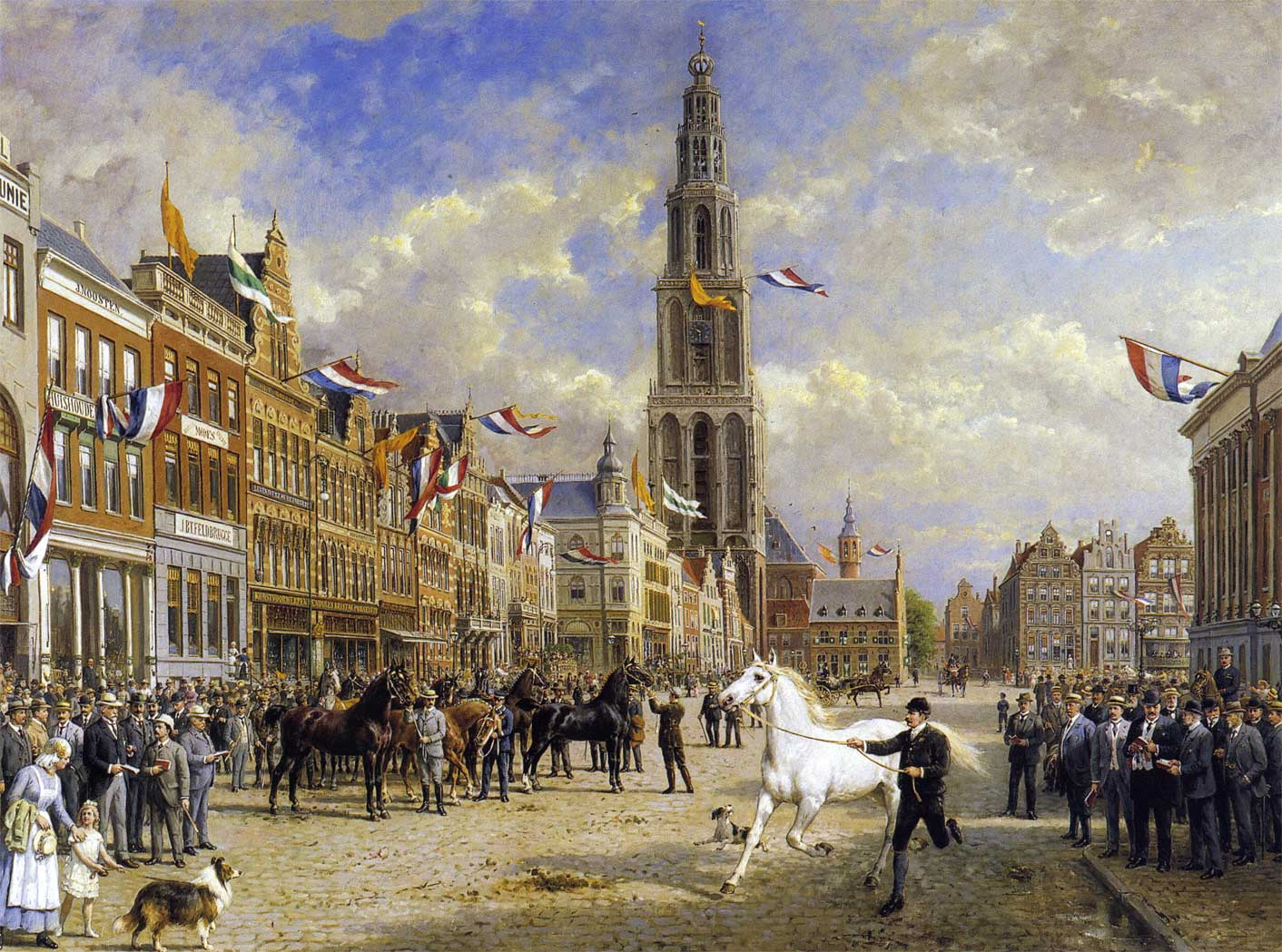
De paardenkeuring op de Grote Markt te Groningen, waarop onder meer De Marees van Swinderen staat afgebeeld en centraal zijn paard Tabor II